# تردد الطفرة
ترتبط تواتر الطفرات ومعدلات الطفرات ارتباطًا وثيقًا ببعضها البعض. اختبار ترددات الطفرات فعال من حيث التكلفة في المختبرات  ومع ذلك ؛ يوفر هذان المفهومان معلومات حيوية في إشارة إلى ظهور طفرات على أي خط جرثومي معين. 
هناك العديد من الاختبارات المستخدمة في قياس فرص تكرار التغير ومعدلات حدوثه في مجموعة جينات معينة. بعض الاختبار على النحو التالي:
- Avida Digital Evolution Platform[3]

- Fluctuation Analysi[4]

تقدم تواتر ومعدلات الطفرات معلومات حيوية حول عدد المرات التي يمكن فيها التعبير عن طفرة في مجموعة جينية معينة أو جنس معين.  يون وآخرون ، 2009 اقترح أنه كلما زاد عمر المتبرعين بالحيوانات المنوية زادت ترددات طفرات الحيوانات المنوية. هذا يكشف عن الارتباط الإيجابي في الطريقة التي من المرجح أن يسهم بها الذكور في الاضطرابات الوراثية الموجودة داخل الكروموزوم المتنحي هناك عوامل إضافية تؤثر على تواتر الطفرات ومعدلات التأثيرات التطورية. منذ ذلك ، قد تمرر الكائنات الحية الطفرات إلى ذريتها مع دمج وتحليل تبدل الطفرات ومعدلات نوع معين قد توفر وسيلة لفهم طول عمرها بشكل كافٍ  